# Wacón

El reino de los lombardos en Europa central, a principios del siglo.

Wacón o Wacho (finales del siglo V-h. 540) fue el octavo rey de los lombardos. Reinó en Panonia durante la primera mitad del siglo VI.

## Rey
Hijo de Zuquilón, Wacón usurpó el trono lombardo derrocando hacia 510 a su tío, el rey Tatón, que fue asesinado. El hijo y el nieto de este, Risiulfo e Hildequis, se refugiaron con los varnos e intentaron infructuosamente arrebatarle el poder. Wacón pagó a los varnos para que los matasen: Hildequis logró huir y buscar amparo entre los eslavos, pero Risiulfo pereció.
Wacón tuvo buenas relaciones con los francos y los bávaros y, según Procopio de Cesarea, se negó a ayudar los ostrogodos del rey Vitiges, en guerra con los bizantinos, declarando que era aliado del emperador Justiniano I.
Falleció en torno a 540.

## Matrimonios y descendencia
Tuvo tres esposas:
- Ranigonda, hija de Basino, rey de los turingios.
- Austricusa, hija de Elemundo, rey de los gépidos, hermana de Ostrogotha, con quien tuvo a:
  - Wisigarda, que dio en matrimonio al rey de los francos Teodeberto;
  - Waldrada, casada sucesivamente con el hijo de Teodeberto, el rey Teodebaldo, después con Clotario, que la abandonó para cedérsela a Garibaldo, un príncipe bávaro. Merced a esta unión, Wacón fue luego abuelo de Teodolinda, que fue reina de los lombardos en Italia.
- Salinga, hija del rey de los hérulos, con quien tuvo a
  - Walthari, su sucesor.